# Watauga Lake
Der Watauga Lake ist ein Stausee nordöstlich von Elizabethton in Nord-Ost-Tennessee. 
Er entstand durch den Aufstau des Watauga River durch den von der Tennessee Valley Authority (TVA) betriebenen Watauga Dam. Der Cherokee National Forest umgibt den Watauga Lake als auch den unmittelbar stromab gelegenen Wilbur Lake.

## Geschichte
Der Bau des Watauga Dam begann Anfang 1942, wurde jedoch wegen des Zweiten Weltkriegs unterbrochen. Von 1946 bis Ende 1948 wurden schließlich die Arbeiten abgeschlossen und die beiden Flüsse Watauga River und Elk River zum Zwecke des Hochwasserschutzes und der Energieerzeugung aufgestaut. Der Ort Butler wurde dabei überflutet.  
Der Watauga Lake bedeckt Teile von Johnson County und Carter County.

## Daten
Nach Angaben der 2004 TVA River and Reservoir Operations Study hat der Stausee eine Länge von 26 km und eine Uferlinie von 169 km. Die Wasserfläche beträgt 26 km². Mit 597 m ist der Watauga Lake der höchstgelegene Stausee aller TVA-Seen.  
Der Wasserspiegel des Stausees weist eine jährliche Schwankung von 2,7 m auf. In den trockenen Sommermonaten wird zusätzlich Wasser in das stromab gelegene Flusssystem abgelassen. Das Rückhaltevolumen der Talsperre beträgt 188.512.000 m³.

## Freizeitmöglichkeiten
Über die Hälfte der Uferlinie des Watauga Lake gehört zum Cherokee National Forest. Zu den Freizeitaktivitäten am See gehören Bootfahren, Wasserski und Camping. 

Die zusätzlich bereitgestellte Abflussmenge in den stromab gelegenen Gewässern ermöglicht dort auch in den Sommermonaten Wildwasser-Rafting, Fischen und Kajakfahren.  